# 弗雷内拉梅尔
弗雷内拉梅尔（法語：Fresné-la-Mère，法語發音：[fʁɛne la mɛʁ] ⓘ）是法国卡尔瓦多斯省的一个市镇，属于卡昂区。

## 地理
弗雷内拉梅尔（48°53'39"N, 0°7'19"W）面积8.14 平方千米，位于法国诺曼底大区卡爾瓦多斯省，该省份为法国西北部沿海省份，北濒大西洋英吉利海峡，东北与滨海塞纳省以海上边界相接，东临厄尔省，南至奧恩省，西与芒什省接壤。
与弗雷内拉梅尔接壤的市镇（或旧市镇、城区）包括：博迈、拉奥盖特、莫尔托-库利伯夫、佩尔特维尔内尔、维伊莱法莱斯。

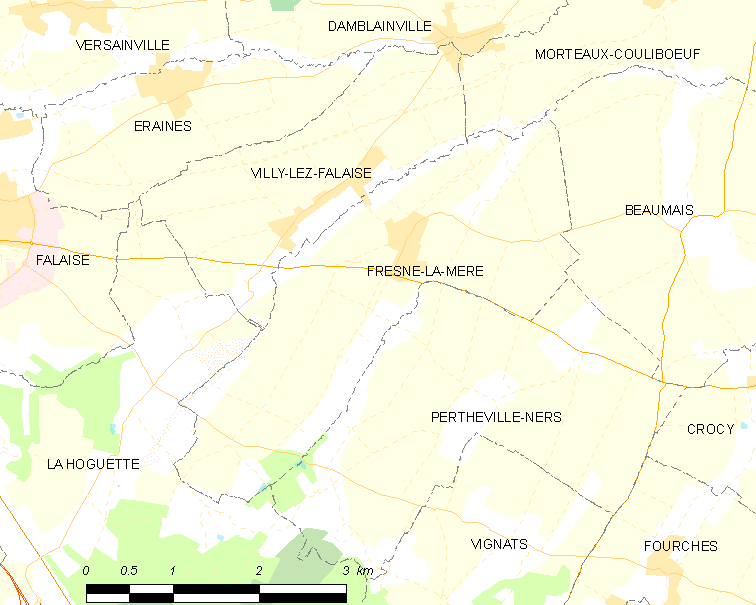
弗雷内拉梅尔的OSM定位图

弗雷内拉梅尔的时区为UTC+01:00、UTC+02:00（夏令时）。

## 行政
弗雷内拉梅尔的邮政编码为14700，INSEE市镇编码为14289。

## 政治
弗雷内拉梅尔所属的省级选区为法莱斯县。

## 人口

1962-2008年间弗雷内拉梅尔人口变化图示

弗雷内拉梅尔于2022年1月1日时的人口数量为572人。